# Човекът с косачката
„Човекът с косачката“ (на английски: The Lawnmower Man) е фантастичен филм с елементи на ужасите от 1992 година на режисьора Брет Леонард.

## Сюжет
Внимание:  Текстът по-долу разкрива сюжета на произведението (или части от него)!
Д-р Лорънс Анджело, като част от тайната армия, работи върху проблема за стимулиране на човешкия мозък. Анджело провежда експерименти с маймуни, като им инжектира лекарства, които развиват умствените способности. Едно от шимпанзетата бяга от лабораторията, военните убиват животното, а изследванията на лекаря са застрашени от прекратяване. И тогава Анджело решава да използва като „опитно зайче“ младежа, който му коси тревата. Това е млад умствено изостанал сирак, отгледан от пастор, който постоянно жестоко го наказва. Анджело инжектира Джоб и използва система за виртуална реалност, за да го обучи. В резултат на поредица от такива сесии Джоб развива своя интелект с невероятни темпове. Анджело с гордост съобщава за успеха на своя военен ръководител Себастиан Тимс и Тимс, наблюдавайки напредъка, без знанието на Анджело, заменя стимулантите с лекарство, което се е провалило при експерименти с маймуни. Един от страничните ефекти на това лекарство е развитието на изключителна агресивност в лицето, което го приема.
Настъпва фантастичен скок в развитието на Джоб; той овладява способността за телекинеза, подчинява технологиите и компютрите чрез виртуална реалност и прониква в умовете на другите хора. Джоб започва жестоко да отмъщава на онези жители на града, които доскоро са му се подигравали, а пастора изгаря жив. Когато Джоб кани новата си любовница Марни в лабораторията за киберсекс, той случайно я подлага на лоботомия и я побърква.
Виждайки колко страшно и непредвидимо е развитието на Джоб, Анджело спира да му дава лекарства, но той излиза извън контрол. Напомпан със свръхдози наркотици, Джоб решава да отиде „на живо“ във виртуална реалност. Анджело се опитва да заключи виртуалния Джоб във виртуалния свят с помощта на компютърен вирус и взривява оборудването, с което Джоб се опитва да осъществи лудата си идея. В последния момент обаче Джоб намира мрежова връзка и успява да избяга. Прониквайки във всички световни информационни бази данни, Джоб кара всички телефони на планетата да звънят едновременно.

## Актьорски състав
| Актьор          | Роля                                                                                                |
| --------------- | --------------------------------------------------------------------------------------------------- |
| Джеф Фейхи      | Джоб Смит – умствено изостанал сирак                                                                |
| Пиърс Броснан   | д-р Лорънс Анджело – учен, който провежда експерименти с психоактивни вещества и виртуална реалност |
| Джени Райт      | Марни Бърк – приятелката на Джоб                                                                    |
| Джефри Луис     | Тери МакКийн                                                                                        |
| Джеръми Слейт   | отец Франсис МакКийн                                                                                |
| Дийн Норис      | директор                                                                                            |
| Остин О'Брайън  | Питър Паркет                                                                                        |
| Трой Еванс      | лейтенант Гудуин                                                                                    |
| Розали Майе     | Карла Паркет – майка на Питър                                                                       |
| Марк Брингелсън | Себастиан Тимс                                                                                      |
| Рей Ликинс      | Харолд Паркет                                                                                       |
| Колийн Кофи     | Каролайн Анджело                                                                                    |

## Снимачен процес
- Идеята за филма е на режисьора Брет Леонард и продуцента Гимел Еверет. Заедно те написват сценарий за студиото New Line Cinema под работното заглавие „Кибернетичният бог“ (на англ. Cyber God). Но по това време студиото придобива филмовите права върху историята „Човекът с косачката“ от Стивън Кинг, и продуцентите на филма решават да използват заглавието на историята и името на Кинг за рекламни цели. В резултат на това „Кибернетичният бог“ е преименуван на „Човекът с косачката“ и започва да се рекламира като адаптация на Кинг, като писателят е признат за съсценарист. Сюжетът на филма обаче няма връзка с историята, така че Кинг съди създателите на филма. През юли 1992 г. федерален съдия отсъжда в полза на Кинг, но при обжалване през октомври 1992 г. е постановено, че заглавието на филма може да остане, но името на Кинг трябва да бъде премахнато от рекламата на филма и той да получи 2,5 милиона долара обезщетение.
- Има две версии на филма: оригиналната режисьорска версия с продължителност 2 часа и 22 минути и съкратената версия с продължителност 1 час и 48 минути. Голяма поредица с участието на шимпанзето Роско е изрязана от режисьорската версия. В началото на филма Роско бяга от лабораторията и получава помощ от Джоб, който след това става свидетел на застрелването на животното. Това води до няколко други съкращения във филма, за да се премахне препратката към този сюжетен елемент. Друга важна разлика са моментите със съпругата на Лорънс. В киноверсията тя просто изчезва, но в режисьорската версия тя е контролирана от Джоб и по-късно убита от агенти.
- Филмът има 37% рейтинг на Rotten Tomatoes.